# Testament św. Franciszka
Testament − ostatnie pismo podyktowane przez św. Franciszka z Asyżu na krótko przed śmiercią, jesienią 1226, dla umocnienia w powołaniu członków założonego przez siebie Zakonu Braci Mniejszych.

## Okoliczności powstania
Franciszek w swoich pismach często podkreślał znaczenie „dobrej śmierci”, więc w celu jej dopełnienia sporządził testament. Według ówczesnych przekonań chrześcijanin mógł w ten sposób odpokutować za swoje grzechy. Dokument powstał w 1226 roku, na kilka miesięcy przed śmiercią Biedaczyny. Ponieważ w XIII wieku nie praktykowano spisywania testamentów duchowych, było to zjawisko precedensowe. W trakcie powstawania dokumentu, Franciszek był już prawie całkiem niewidomy, zatem poprosił jednego z piśmiennych braci o spisanie jego woli i przełożenie jej na łacinę.

## Treść
Franciszek zaznaczył, że Testament nie jest nową regułą, lecz „przypomnieniem, napomnieniem i zachętą”. Jedyną materialną rzeczą, jaką posiadał był brewiarz, który podarował bratu Leonowi. Pierwsza część Testamentu, czyli „przypomnienie” opisuje nawrócenie Biedaczyny i pierwsze lata życia w ubóstwie. Druga idea, zwana „napomnieniem” odnosi się do szacunku wobec duchownych, sytuacji zakonu, nakazie pracy i ubóstwa oraz zakazie szukania pomocy w Kurii. Zwieńczeniem dokumentu jest „zachęta”, która skłania do przestrzegania reguły i Testamentu. Na sam koniec, Franciszek żegna się z braćmi i im błogosławi.
Rola Testamentu jako dokumentu prawnego została rozstrzygnięta w 1230 bullą Grzegorza IX Quo elongati: nie posiada on mocy prawnej, a jedynie charakter duchowego pouczenia. Testament różny jest od Testamentu sieneńskiego, czyli napisanej przez Franciszka w Sienie wiosną 1226 krótkiej zachęty dla braci.